# 艾斯利普特勒斯 (紐約州)
艾斯利普特勒斯（英語：Islip Terrace）是位於美國紐約州薩福克縣的普查規定居民點。

## 人口
根據2020年美國人口普查的數據，艾斯利普特勒斯的面積為3.30平方千米，皆為陸地。當地共有人口5323人，而人口密度為每平方千米1,613.03人。